# Wilbur De Paris
Pour les articles homonymes, voir Paris (homonymie).
Wilbur De Paris est un tromboniste et chef d'orchestre de jazz né le 11 janvier 1900 à Crawfordsville dans l'Indiana et mort le 3 janvier 1973 à New York.

## Biographie
Il joue successivement dans les orchestres de Noble Sissle, Teddy Hill, Louis Armstrong et accompagne Ella Fitzgerald, Roy Eldridge ou Duke Ellington.
Il forme avec son frère Sidney De Paris (trompettiste aux attaques précises et aux improvisations mélodieuses) un orchestre inspiré du style New Orleans qui rencontre le succès de 1952 à 1960. Il joue régulièrement à New York chez Jimmy Ryan's faisant toujours salle comble. L'orchestre des frères De Paris se produit au festival de jazz de Juan-les-Pins en juillet 1960.